# Алгебра (універсальна алгебра)
Універсальна алгебра (універсальна алгебра заданої сигнатури) — це множина, що називається носієм алгебри, з набором n-арних алгебраїчних операцій, що називаються сигнатурою алгебри. При цьому вважається що для n-арних операцій не задані ніякі аксіоми, які вони повинні задовільняти (аксіоми задаються відношеннями). Розглядаються тільки загальні властивості, що обумовлені сигнатурою.
Якщо ж для операцій деякої універсальної алгебри задано аксіоми, які вони повинні задовільняти, то «універсальність» втрачається і універсальна алгебра перетворюється на конкретну алгебричну структуру.

## Приклади
- Універсальна алгебра з однією бінарною операцією називається магмою (чи групоїдом).

## Властивості
Для універсальних алгебр справедлива теорема про гомоморфізм.
Якщо 
{\displaystyle \varphi :A\rightarrow A'} — гомоморфізм універсальних алгебр,
{\displaystyle \theta } — ядерна конгруенція {\displaystyle \varphi } (тобто {\displaystyle \theta =\{(x,y)\in A\times A|\varphi (x)=\varphi (y)\}},
то фактор-структура {\displaystyle A/\theta } ізоморфна {\displaystyle A'}.
Для універсальних алгебр вивчені супутні структури: 
- група автоморфізмів {\displaystyle \mathbf {Aut} A},
- моноїд ендоморфізмів {\displaystyle \mathbf {End} A},
- ґратка підалгебр {\displaystyle \mathbf {Sub} A},
- ґратка конгруенцій {\displaystyle \mathbf {Con} A}, зокрема показано, що для довільної групи {\displaystyle G} і ґраток {\displaystyle L_{0}} та {\displaystyle L_{1}} існує така універсальна алгебра {\displaystyle A}, що

{\displaystyle G\cong \mathbf {Aut} A},
{\displaystyle L_{0}\cong \mathbf {Sub} A},
{\displaystyle L_{1}\cong \mathbf {Con} A}.